# Мескиангнуна

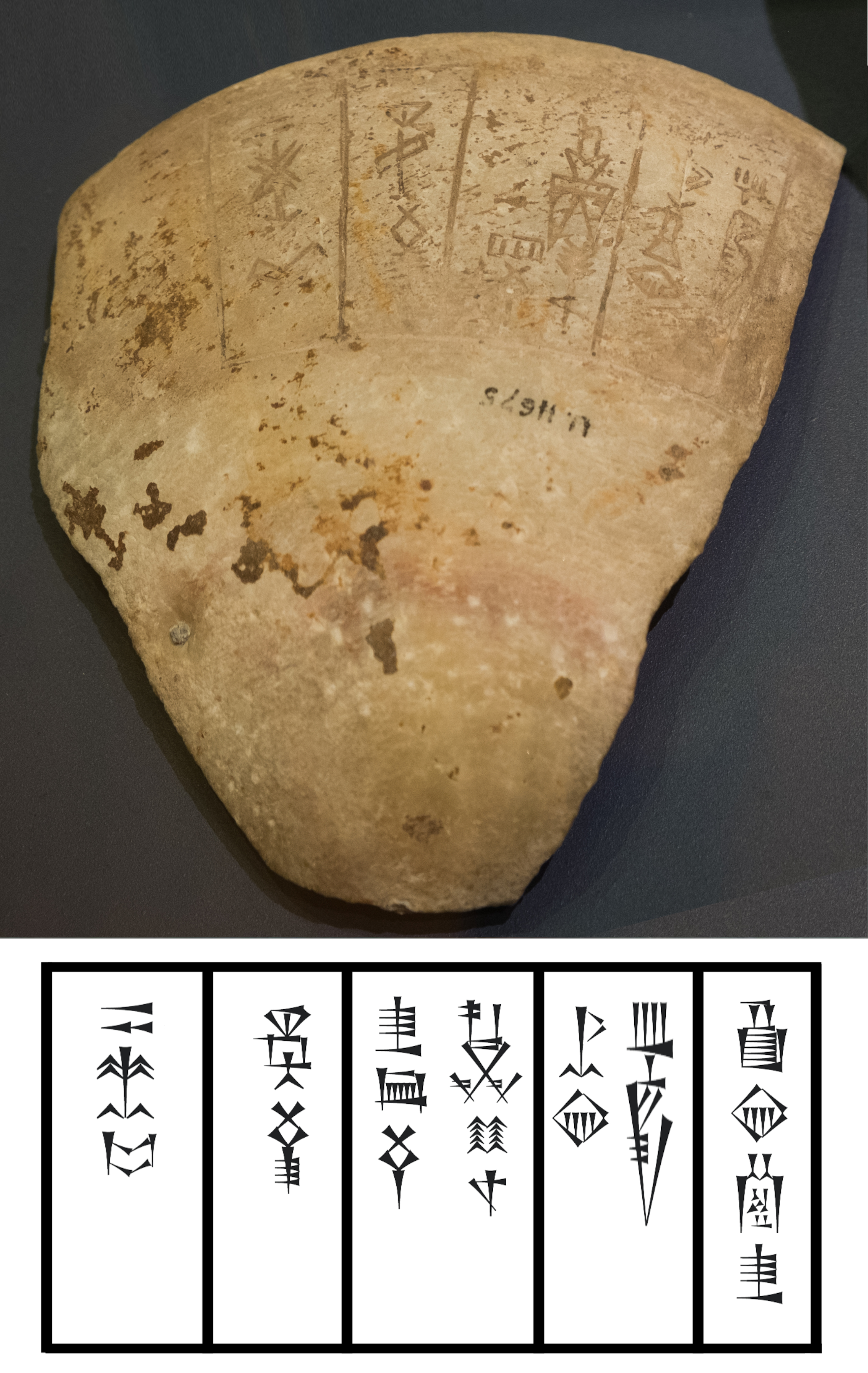
Осколок чаши царицы Ган-Саман, с посвятительной надписью во здравие мужа царя Мескиангнуна

Мескиагнуна — царь (лугаль) Ура, правил приблизительно в 2484 — 2450 годах до н. э.
«Царский список» и Туммальская надпись называют Мескиангнуну сыном Месанепады. «Царский список» список указывает, что Мескиангнуна был непосредственным преемником Месанепады. Однако также известно, что у Месанепады был ещё один сын — Аанепада, который в своей надписи называет себя царём Ура, но по какой-то причине он не был включен в «Царский список». В настоящее время принято считать, что Аанепада был старшим сыном и правил непосредственно за Месанепадой, а его младший брат Мескиангнуна наследовал ему.
Туммальская надпись называет Мескиангнуну среди строителей храма Энлиля в Ниппуре, главном религиозном центре шумеров, обладание над которым давало право царю считаться гегемоном Шумера.
Туммаль был разрушен.
 Месанепада построил Буршушуа в храме Энлиля.
 Мескиангнуна, сын Месанепады, сделал Туммаль величественным,
 Нинлиль в Туммаль привёл.
Согласно «Шумерскому царскому списку» правил 36 лет (есть вариант в 30 лет).
Мескиангнуна, оставил надпись шумерскими знаками, предназначенную для чтения по-восточносемитски
| I династия Ура           |                                   |                 |
| Предшественник: Аанепада | царь Ура ок. 2483 — 2423 до н. э. | Преемник: Элили |